# Kalvarija
Kalvarija è una città della Lituania, situata nella contea di Marijampolė. Essa è inoltre il capoluogo del comune di Kalvarija.

## Storia
Prima della seconda guerra mondiale, nel villaggio viveva un'importante comunità ebraica. Il 1º settembre 1941, un'esecuzione di massa della popolazione ebraica della città venne commessa da lituani collaboratori dei nazisti.
Un monumento è stato eretto sul luogo del massacro.

## Amministrazione

### Gemellaggi
- Pieve d'Alpago, dal 2005 al 2016
- Alpago, dal 2016
- Kalwaria Zebrzydowska